# Гориво от твърди отпадъци
Горивото от твърди отпадъци (на английски: RDF - Refuse Derived Fuel) е гориво, произведено от различни видове отпадъци, като „твърди битови отпадъци“ (MSW), промишлени сухи отпадъци и отпадъци от различни търговски обекти). Представлява раздробената фракция на отпадъка. По състав RDF е смес от материали, отличаващи се с по-висока горимост (например хартия, пластмаса) в сравнение с компонентите в общия поток отпадъци. Терминът RDF не е законово дефиниран.

## Технологии
RDF се получава след предварително третиране на твърдите отпадъци директно от камиона за боклук и разделянето им в две фракции – горима и негорима. Специални машини намаляват размера на частиците на отпадъците, пресяват го и го разделят чрез магнити. В някои инсталации пресяването предшества третирането, а в други – обратното. В етапа на предварително третиране могат да се добавят ръчно сортиране от работници, въздушна класификация и уплътняване на боклука във формата на бали. Въпреки всички тези средства, не може да се гарантира на 100% съдържанието на крайния продукт.

## Свойства
RDF може да бъде произведено с различни свойства. Основните характеристики на твърдото гориво от отпадъци са калоричната стойност, пепелното- и влагосъдържание. Висококачественото RDF се отличава с ниски стойности за съдържанието на вода и пепел и с висока калоричност. В България и в развиващите се страни, където контейнерите за смет са предимно на открито и са с високо съдържание на влага, може да се очаква, че полученото RDF ще е с по-лошо качество. В такива случаи калоричната стойност на горивото ще е с ниска стойност (11 000 – 12 000 J/g), поради факта, че влагата се абсорбира от горимите материали.

## Околна среда
Отделящата се пепел от изгарянето на RDF довежда до образуването на 4 до 6 пъти повече пепел в сравнение с изгарянето на въглища.
На теория RDF горивото от отпадъци трябва да е с високи концентрации на хартия и пластмаси, реално то може да съдържа и други материали с неясен произход. Те могат да влошат характеристиките на отпадъчните горивни газове – формирането на хлороводород, който да има корозивен ефект върху вътрешните повърхности на горелката и тръбните участъци на котела. В RDF е възможно наличието на фини частици метал и стъкло. Отстраняването на тези частици е трудно, поради техните специфични физични и аеродинамични свойства. Дори при съдържание под 1%, върху топлопреносните повърхности на котела се образуват отлагания от силициев диоксид и метални оксиди. Това може да доведе до непланирано спиране на котела и необходимост от извършване на ремонтни дейности.

## Приложение
Твърдото гориво от отпадъци се използват главно в промишлени и моно-базирани електроцентрали.
RDF се използват главно в рамките на Европейския съюз в страни с висок стандарт на рециклиране на отпадъци, както в Австрия, Германия и Холандия. Отпадъците там се третират със строг контрол от инспекционните дружества.